# La Bollène-Vésubie
La Bollène-Vésubie (okzitanisch La Boulèna, italienisch Bollena) ist eine französische Gemeinde im Département Alpes-Maritimes in der Region Provence-Alpes-Côte d’Azur. Sie gehört zum Arrondissement Nizza, zum Kanton Tourrette-Levens und zum Gemeindeverband Métropole Nice Côte d’Azur. Die Bewohner nennen sich Bollénois.

## Geographie
Die Gemeinde liegt in den französischen Seealpen. Sie grenzt im Norden an Belvédère, im Nordosten an Saorge, im Südosten an Breil-sur-Roya und Moulinet, im Süden und im Westen an Lantosque sowie im Nordwesten an Roquebillière.

## Bevölkerungsentwicklung
| Jahr      | 1962 | 1968 | 1975 | 1982 | 1990 | 1999 | 2008 | 2012 |
| --------- | ---- | ---- | ---- | ---- | ---- | ---- | ---- | ---- |
| Einwohner | 257  | 243  | 247  | 262  | 308  | 413  | 574  | 552  |

## Sehenswürdigkeiten
Siehe: Liste der Monuments historiques in La Bollène-Vésubie